# مونسترمايفلد

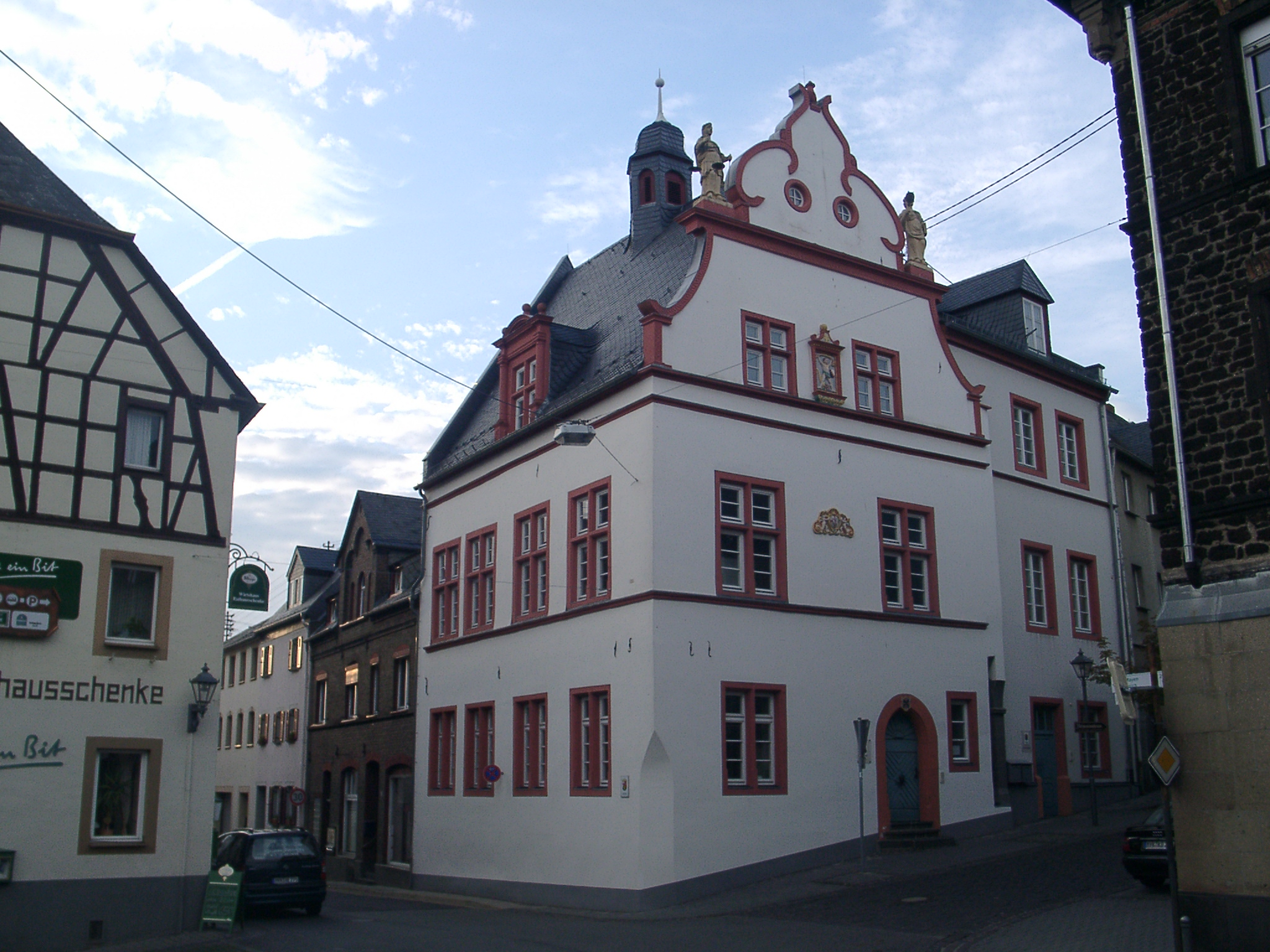
دار البلدية

مونسترمايفلد (بالألمانية: Münstermaifeld) هي مدينة في راينلاند بالاتينات، تقع على مايفيلد.

## تفاصيل المدينة
الأحياء التي تنتمي إلى مدينة مونسترمافلد هي كوتيغ، ولازيرغ، ومورتس وسيفينيش.

## البنية التحتية
تقع مونسترمايفلد بالقرب من الموزل في جهة الوسط من مايفيلد.